# Cine del Líbano

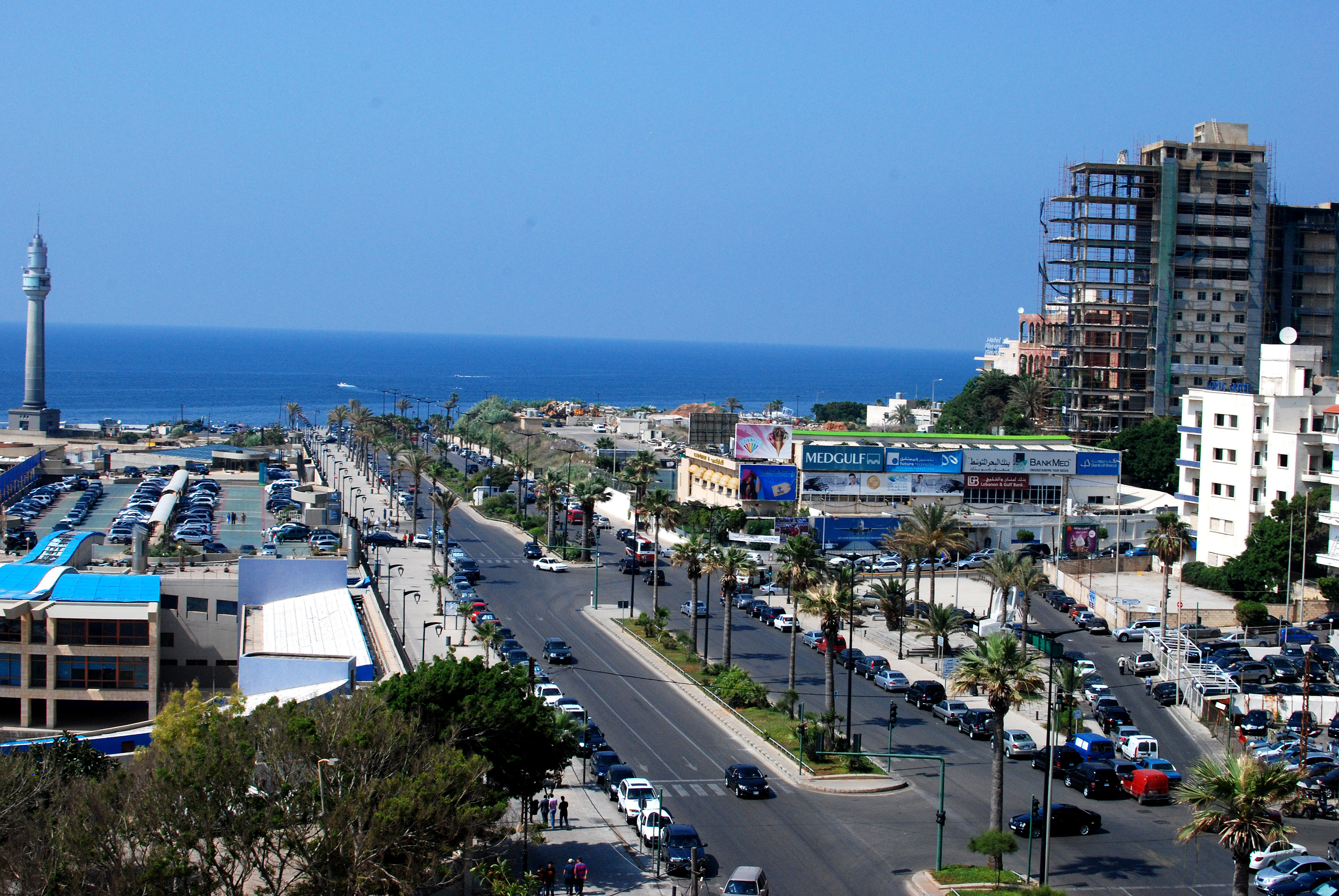
Beirut, la capital del Líbano, es el epicentro de la producción cinematográfica del país asiático, una de las ciudades con mayor proyección del cine árabe y el lugar de filmación de varias producciones internacionales.

El cine de Líbano, según el crítico e historiador Roy Armes, es el único cine del mundo árabe, aparte del egipcio, que podría constituir una industria cinematográfica nacional. El cine en Líbano ha existido desde la década de 1920 y desde entonces se han producido en ese país más de 500 películas.
Si bien ha habido un aumento constante en la producción de películas desde el final de la Guerra Civil del Líbano, el número de películas producidas anualmente sigue siendo relativamente pequeño en comparación con lo que solía ser en la década de 1960 y la industria sigue dependiendo en gran medida de la financiación extranjera, principalmente europea. La industria también sigue dependiendo de los ingresos de taquilla internacional debido al tamaño limitado del mercado interno.
A pesar de esto, las producciones cinematográficas locales han disfrutado de un grado de éxito local e internacional. La película de Ziad Doueiry El insulto fue nominada a un Premio Óscar en la categoría de mejor película de habla no inglesa en su edición número noventa. Tres producciones de Nadine Labaki han sido exhibidas en el Festival de Cine de Cannes, iniciando con Caramel en la Quincena de los Realizadores. Su segunda película, ¿A dónde vamos ahora?, fue presentada en la sección Un Certain Regard y más tarde ganó el premio del público en el Festival Internacional del Cine de Toronto. Cafarnaúm, su tercer largometraje, fue nominado a una Palma de Oro en Cannes.

## Historia

### Mandato francés
Han existido cines en Líbano desde la década de 1920 y se presentó un fuerte aumento en el número de salas de cine entre 1923 y 1929. A finales de la década, las salas de cine eran un lugar común en Beirut y algunas eran utilizadas como sitio de reuniones políticas. Por ejemplo, en 1925, el Partido Comunista se reunió en el Cine Crystal en Beirut. Los cines se volvieron tan populares que en 1931 se realizó una marcha estudiantil exigiendo que los precios de las entradas fueran más económicos. Para competir contra la industria de Hollywood, Francia decretó que todas las películas estadounidenses importadas al Líbano se doblaran al idioma francés.

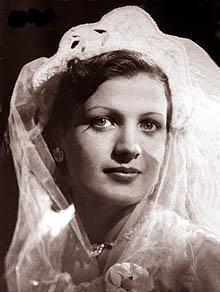
Mary Queeny, actriz libanesa egipcia que desempeñó su carrera en el cine egipcio.

La primera película local, The Adventures of Elias Mabruk, fue producida en 1929. Se trata de una película muda dirigida por Jordano Pidutti, un inmigrante italiano que trabajaba como chofer para la distinguida familia Sursock antes de dedicar su vida a la producción y dirección de cine. The Adventures of Elias Mabruk cuenta la historia de un emigrante libanés que regresa a su país después de una larga y caótica estancia en América en busca de su familia. La historia de este emigrante capturó sentimientos nostálgicos en un país donde esta situación era una realidad común y se convirtió en un tema recurrente en el cine libanés. La segunda producción de Jordano Pidutti fue The Adventures of Abu Abed, una comedia considerada como la primera película hecha en su totalidad con fondos provenientes del país. Fue financiada por Rachid Ali Chaaban, quien además se encargó de protagonizar la película.
Mujeres libanesas como Assia Dagher y Mary Queeny fueron pioneras del cine egipcio. En el Líbano, a Herta Gargour, quien dirigió el estudio de cine Luminar Films, se le atribuye gran parte de la realización de películas en el Líbano justo después de la era del cine mudo. In the Ruins of Baalbeck (1936), producida por Luminar Films, fue la primera película con sonido realizada en el país y fue un éxito económico y de audiencia. Dirigida por Julio De Luca y Karam Boustany, narra la historia de amor de un príncipe local que se enamora de una extranjera. Es además considerada la primera película árabe en la que se utiliza la forma dialectal árabe libanesa.
Ali Al-Ariss se convirtió en el primer libanés en dirigir su propia película, titulada The Rose Seller en 1940, seguida por Planet of the Desert Princess. También se hicieron documentales durante este período, pero no superaron la censura francesa.

### Post-independencia
Tras la independencia del Líbano, los cineastas empezaron a utilizar temáticas locales en sus películas como la vida rural y el folclor. Durante este período, Líbano fue testigo del auge económico que convirtió a su capital, Beirut, en el centro financiero del Mediterráneo Oriental. El éxito económico del país, sumado a la presencia de 38 bancos y de una sociedad abierta, multicultural y liberal, hizo del país una opción de producción alternativa a Egipto, que en ese momento era el centro cinematográfico del mundo árabe. Adicionalmente, «Líbano contaba con las mejores opciones técnicas» para la producción cinematográfica. En 1952 se crearon estudios totalmente equipados, como el estudio Haroun, propiedad de Michel Haroun, y el estudio Al-Arz.
Durante la primera mitad del siglo XX, el cine libanés se mantuvo estrechamente asociado con el cine egipcio. Además de exportar a numerosos actores y actrices libaneses como Nour Al Hoda y Sabah Fighali, bailarinas de vientre como Badia Massabni y productores como Assia Dagher, los distribuidores libaneses monopolizaron la exportación de películas egipcias entre los años 1930 y 1970.
La primera película libanesa en selección en el Festival de Cine de Cannes fue Ila Ayn? de Georges Nasser, estrenada en 1958. A pesar de su éxito en el extranjero y de haber sido exhibida en numerosos festivales, los cines del Líbano dudaron en proyectar la película, dándole solamente una proyección limitada en el Cinema Ópera. En su sexagésimo aniversario, la película fue restaurada y proyectada como parte del evento Cannes Classics en 2017. La obra de George Nasser ha sido más apreciada en los últimos años, y el cineasta, que enseña en la Academia Libanesa de Bellas Artes, ha sido elogiado constantemente, incluso en el Festival de Cine de Trípoli, celebrado en su honor en el año 2017.
Las coproducciones con Egipto y Siria eran también comunes en este período, considerado como la «Edad Dorada» de la industria cinematográfica libanesa. Adicionalmente, los productores libaneses desempeñaron un papel influyente en las primeras etapas de producción del cine iraquí entre 1945 y 1951.

#### La Edad Dorada

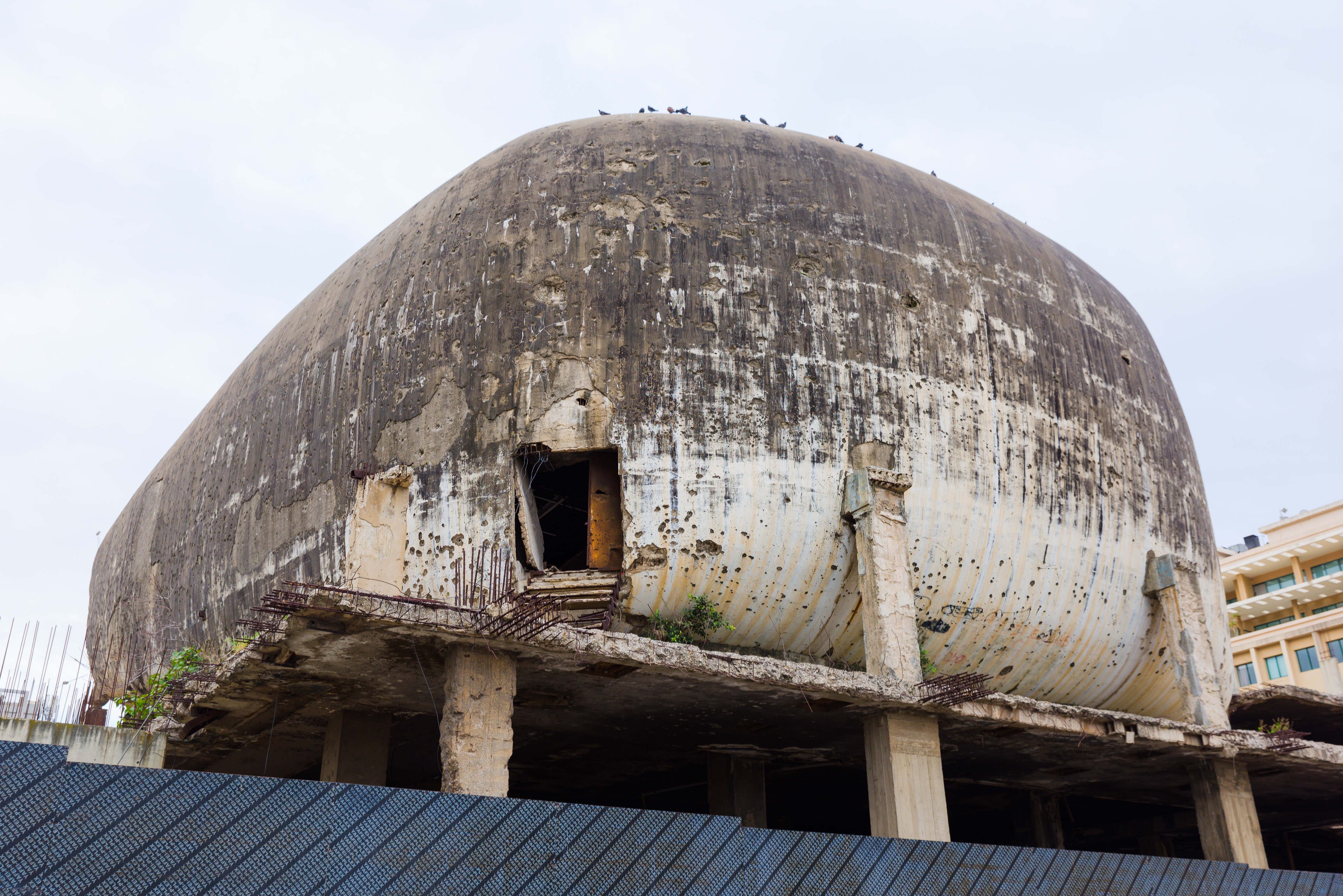
The Dome, sala de cine construida en Beirut en 1965.

La industria cinematográfica siguió prosperando en la década de 1960. Luego de que Gamal Abdel Nasser nacionalizara la industria del cine en Egipto en 1963, muchos productores, directores y distribuidores privados como Youssef Chahine se mudaron al Líbano. La migración de la producción cinematográfica a Beirut marcó el comienzo de la llamada «Edad Dorada», convirtiendo al Líbano en el escenario de casi todas las películas egipcias y estableciendo a la industria cinematográfica libanesa como la segunda más grande del mundo árabe. Beirut rivalizó con El Cairo como la ciudad dominante del cine árabe, e incluso la reemplazó brevemente como el epicentro del mismo; sin embargo, las películas producidas en los años 1960, en su mayor parte, carecían de un sentido de identidad nacional y eran meramente producciones comerciales, dirigidas a un público panárabe. Por ejemplo, el cineasta libanés Mohammed Selmane produjo una serie de largometrajes con temática beduina, como Beduino en París  (1964) y Beduino en Roma (1965), ambas protagonizadas por Samira Tawfiq y dirigidas no solo a las audiencias locales, sino también al público sirio, iraquí y jordano. Mohamed Selmane, quien se preparó en Egipto y regresó a su país para realizar 30 películas en 25 años, fue uno de los directores más prolíficos de la época.
Los musicales de los hermanos Rahbani protagonizados por Fairuz fueron una excepción a las películas que carecían de identidad nacional. Las películas de Rahbani abordaban temas nostálgicos de la vida en las aldeas de la Cordillera del Líbano. La nostalgia se convirtió en una temática común en las producciones libanesas desde 1929. Si bien muchas películas de los años 1960 se filmaron en la lengua vernácula egipcia para atender al gran mercado de ese país, las producciones de los hermanos Rahbani fueron filmadas en el dialecto libanés. The Seller of  Rings (1965), ambientada en una aldea maronita y llena de elementos folclóricos, fue una adaptación de una de sus operetas a la gran pantalla. Otra película de Rahbani, Safar Barlik, ambientada en 1912, representa la lucha del Líbano contra la ocupación otomana. La cinta empezó a presentarse continuamente en la televisión libanesa, especialmente el Día de la Independencia.

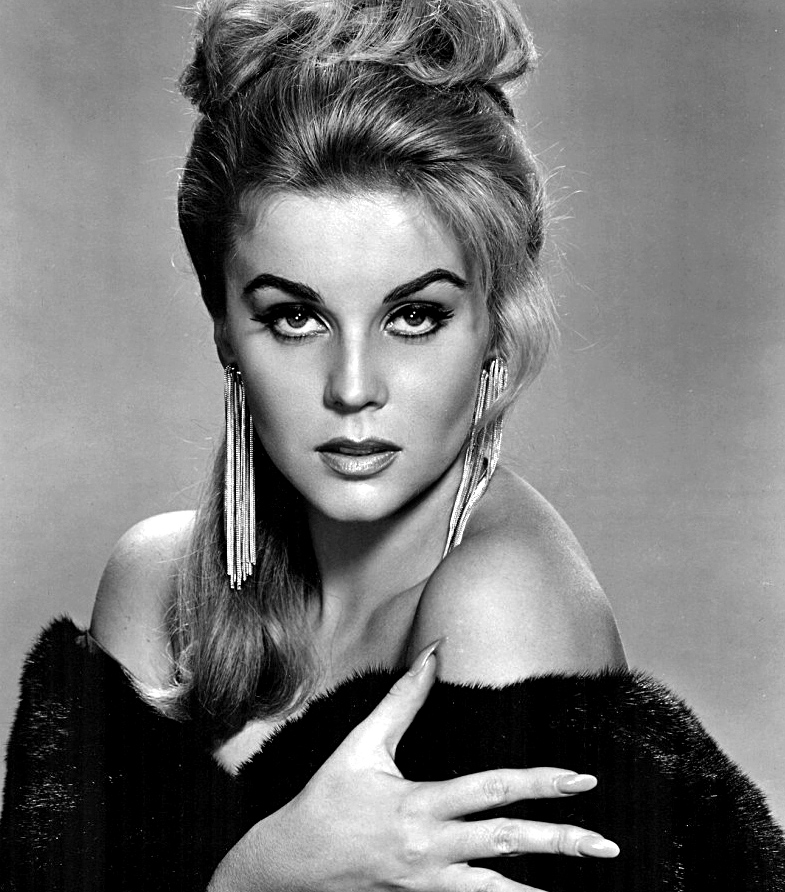
Ann-Margret, reconocida actriz sueca, protagonizó la película Laberinto, filmada en locaciones de Beirut en 1972.

Hubo otras excepciones como las películas de autor de George Nasser y Youssef Maalouf. La segunda película de Nasser, The Small Stranger, también fue seleccionada para participar en Cannes en 1962. Youssef Maalouf adaptó al cine la novela de Kahlil Gibran The Broken Wings en 1962. Se creía que las impresiones de The Broken Wings habían sido destruidas durante la guerra, pero una de ellas fue encontrada en una iglesia, y la película, protagonizada por la actriz Nidal Al-Askhar, pudo ser restaurada.
Líbano se convirtió además en el escenario de filmación de algunas producciones internacionales. Por ejemplo, en 1965, Where the Spies Are de Val Guest, protagonizada por David Niven y Françoise Dorléac, fue filmada en locaciones de Beirut. Twenty-Four Hours to Kill, protagonizada por Mickey Rooney y Secret Agent Fireball, protagonizada por Richard Harrison, también fueron filmadas en Beirut ese mismo año. En 1966 el director alemán Manfred R. Köhler filmó la cinta Agent 505: Death Trap in Beirut. La grande sauterelle de George Lautner fue filmada en la capital libanesa en 1967. Laberinto, protagonizada por Ann-Margret, fue filmada en el Casino du Liban en 1969. Mientras Honeybaby, Honeybaby fue rodada en 1974 en Beirut, los productores de la película del agente secreto británico James Bond El hombre de la pistola de oro, parcialmente ambientada en Beirut, decidieron no filmar en la capital libanesa debido a los crecientes problemas políticos que se estaban presentando en el país.
En 1965, la UNESCO estableció el Centro de Enlace del Cine Árabe en el Centro Nacional de Cine de Beirut como sede regional para vincular las actividades cinematográficas en todo el mundo árabe. Beirut fue sede del primer festival internacional de cine del mundo árabe en 1971. Hasta mediados de la década de 1970, la industria cinematográfica en el Líbano florecía con un atractivo mercado que se extendió a los países vecinos de habla árabe. El país estaba produciendo «una serie de películas sexualmente indulgentes» como Cats of Hamra Street y The Guitar of Love en 1973, protagonizada por Georgina Rizk, la reina de belleza libanesa que ganó el concurso de Miss Universo en 1971. En los años 1970, la asistencia a los cines en el Líbano fue la más alta entre los países del mundo árabe.
Heiny Srour no solo se convirtió en la primera directora libanesa y árabe en tener su película en competencia en el Festival de Cine de Cannes de 1974, su documental The Hour of Liberation Has Arrived fue la primera producción cinematográfica dirigida por una mujer que se proyectó en el festival.

### Guerra civil
Antes de la guerra civil, 161 películas, la mayoría de ellas melodramas de corte comercial, fueron producidas en Líbano y exportadas a varios países árabes, pero cuando se desató la guerra civil, la producción audiovisual disminuyó drásticamente.
Sin embargo se presentó un «surgimiento de una nueva ola de cineastas libaneses entre los que destacaron varias mujeres». Estas cineastas, que emergieron durante este período, crearon películas aclamadas y de renombre internacional. Algunos de los cineastas notables durante la guerra civil fueron Maroun Baghdadi, Jocelyne Saab, Borhane Alaouié, Heiny Srour, Randa Chahal Sabag y Jean Chamoun. En los años 1970 la temática más común de las producciones realizadas en el Líbano era el conflicto político que venía atravesando el país. El desplazamiento también fue un tema recurrente, como lo demuestra Beirut, el encuentro de Borhane Alaouie. (1981). Las películas de este período se caracterizaron por una falta de conclusión, lo que reflejaba la condición aparentemente interminable de la guerra en ese momento.
Uno de los directores más importantes que surgió durante esta época fue Maroun Baghdadi. Según Lina Khatib, autora del libro Cine libanés: imaginando la guerra civil y más allá, «las películas de Baghdadi eran consideradas la piedra angular del cine libanés». Baghdadi creó Little Wars (1982) con el apoyo del reconocido cineasta estadounidense Francis Ford Coppola. La cinta fue presentada en la sección Un Certain Regard del Festival de Cine de Cannes de 1982. También fue exhibida en el Festival de Cine de Nueva York el 2 de octubre del mismo año.
Los documentales de cineastas como Jocelyne Saab, que «adoptaron un estilo principalmente periodístico», también se desarrollaron de manera rápida y exitosa durante este período. Documentales palestinos y libaneses producidos en Líbano durante los años 1970 generaron una oleada de producción documental en todo el mundo árabe. Este tipo de filmaciones contribuyeron al desarrollo de la producción de largometrajes a principios de los años 1980.

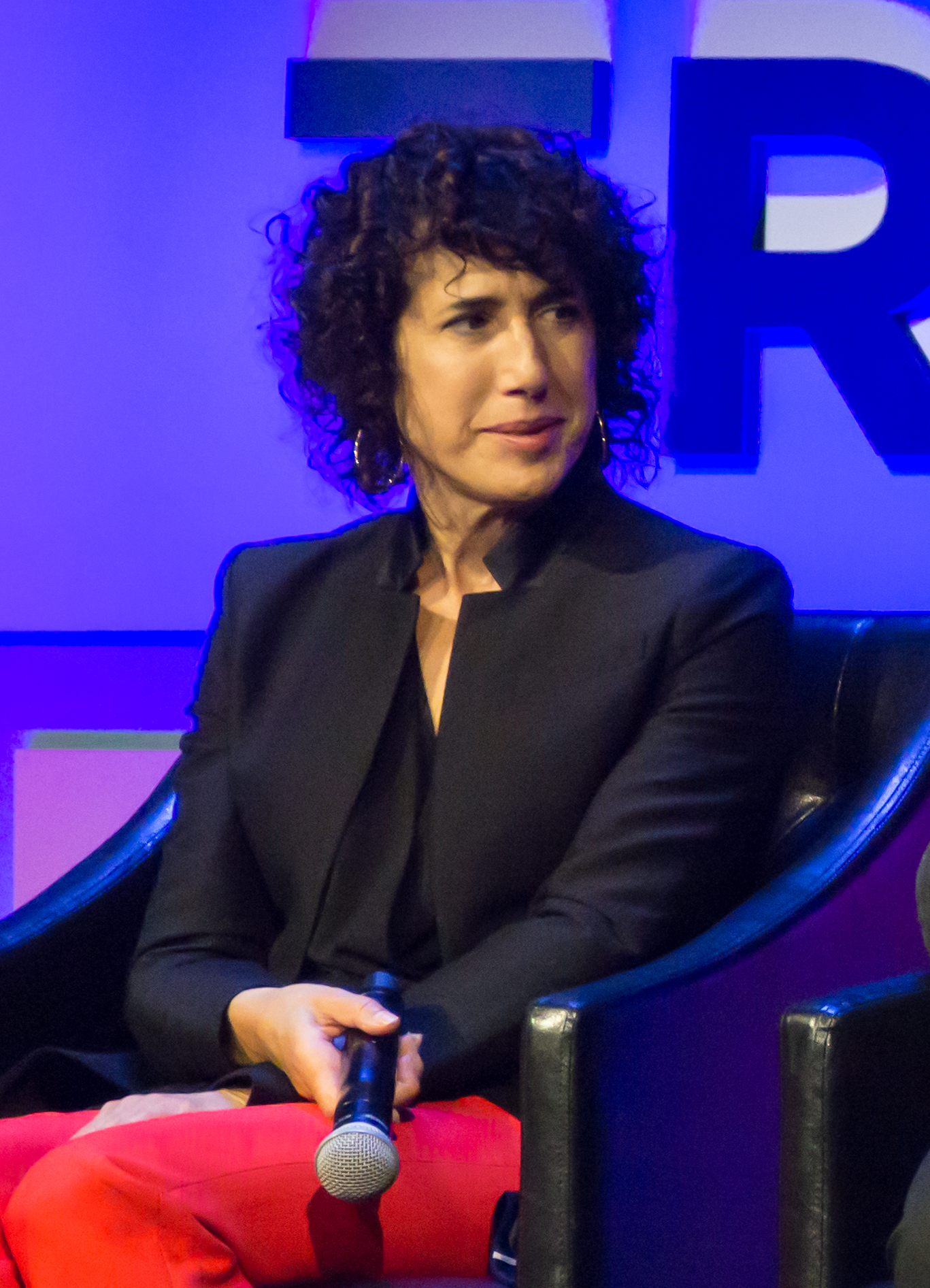
El documental Beirut: The Last Home Movie de Jennifer Fox (en la imagen), fue exhibido en importantes festivales internacionales.

Muchos cineastas de esta era, como Jocelyne Saab, Jean Chamoun, Randa Chahal Sabbag y Maroun Baghdadi se establecieron en Francia debido al prolongado conflicto interno en el Líbano.
Beirut: The Last Home Movie es un documental de 1987 dirigido por Jennifer Fox y filmado en la histórica mansión de la familia Bustros en Beirut. El documental, que narra la historia de una de las familias más ricas del Líbano, fue galardonado con el Premio a la Excelencia en Cinematografía y ganó el Gran Premio del Jurado Documental en el Festival de Cine de Sundance de 1988.
A pesar de la guerra, el Líbano presentó una película por primera vez para participar por un Premio de la Academia en la categoría de mejor película de habla no inglesa cuando Promise of Love (1978), un largometraje en idioma armenio de Sarky Mouradian, fue seleccionado para disputar este importante galardón.
Además del auge de los documentales y de películas presentadas en festivales, a principios de los años 1980 se empezó a producir cine comercial en el país, en un intento por emular las producciones de cine B que se estaban realizando en Hollywood en ese momento. Directores prominentes como Youssef Charafeddine y Samir El-Ghoussaini aspiraban al escapismo en sus películas para sacar a sus audiencias del contexto de la guerra. Largometrajes como The Last Passage (1981), The Decision (1981) y The Leap of Death (1982) se volvieron populares porque representaban una sociedad libre de guerra donde la ley y el orden existían realmente.  Otras películas de corte comercial, como Ghazl Al-Banat, incorporaron la guerra en su narrativa. La era de la producción cinematográfica comercial finalizó con la guerra del Líbano de 1982.

### Renacimiento en la posguerra
Después de la guerra, Beirut emergió de nuevo como uno de los centros más importantes de producción audiovisual del mundo árabe. Si bien la producción se concentró principalmente en la televisión, hubo intentos de reactivar la industria cinematográfica en el Líbano, especialmente por parte de los recién graduados de las escuelas de cine libanesas. Si bien las escuelas de cine son una rareza en la región, a mediados de la década de 1990 seis de las universidades de Beirut ofrecían títulos en cine y televisión y eso atrajo la afluencia de estudiantes de países árabes que optaron por recibir su capacitación en el Líbano. La financiación de la producción cinematográfica en el país en este período dependía principalmente del apoyo extranjero, tanto de Europa como de la diáspora libanesa.
La guerra civil fue un tema recurrente para los cineastas del país desde 1975, y esta tendencia continuó a comienzos de la posguerra, donde las películas continuaban siendo afectadas temáticamente por la guerra. Las películas hechas después de la guerra tenían el tema común de regresar al escenario bélico y tratar el trauma en las sociedades posteriores al conflicto.
Muchas películas, como la experimental Érase una vez en Beirut de Jocelyne Saab, examinaban la destrucción dejada por el conflicto bélico. Hors la Vie de Maroun Baghdadi ganó el Premio del Jurado en Cannes en 1991. Otras producciones como Histoire d'un retoure de Jean-Claude Codsi utilizaron la temática de regresar al país después de años de exilio y guerra. En 1994 la cinta de Codsi ganó el Premio del Jurado en el Festival international du film Francophone en Bélgica.
Si bien muchas películas producidas en la década de 1990 tuvieron éxito en festivales internacionales, los espectadores libaneses no se sentían muy atraídos por las películas de corte bélico. Una excepción fue West Beirut (1998), filme que se convirtió en un éxito local e internacional. No solo fue la primera película libanesa, sino también la primera película en árabe que se estrenó en los Estados Unidos. La cinta, que recibió atención mundial, fue la primera producción libanesa que la generación de la posguerra en el Líbano realmente vio en los cines y marcó el comienzo de una nueva era en la cinematografía del país asiático a la que la historiadora Lina Khatib se refiere como «un renacimiento».

### sigloXXI
En cuanto a temáticas, una mezcla de problemas locales y de estética occidental caracterizó a este período de la cinematografía libanesa. Las producciones del comienzo del nuevo milenio lograron un atractivo nacional en el que muchas películas no solo tuvieron un éxito comercial como se evidencia en las ventas en taquilla de Bosta, Caramel, Stray Bullet y ¿A dónde vamos ahora?, sino que también pudieron competir con producciones estadounidenses. La financiación siguió dependiendo de organizaciones europeas, como el Fonds Sud Cinéma y la Organisation Internationale de la Francophonie, ambas francesas. Bosta, de Philippe Aractingi, es una de las pocas películas que fue completamente financiada con medios locales.

### Década de 2000

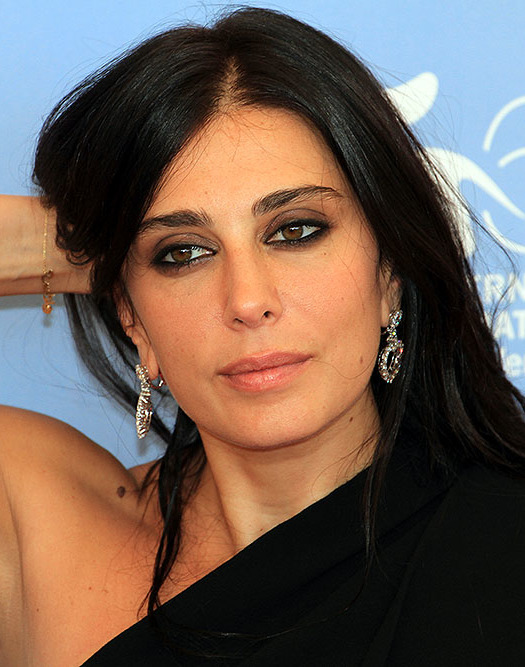
Nadine Labaki, actriz y directora de cine libanesa, ha dirigido importantes películas como Caramel (2007) y ¿A dónde vamos ahora? (2011).

Terra Incognito de Ghassan Salhab (2002) fue exhibida en la sección Un Certain Regard en Cannes. En 2003, The Kite de Randa Chahal abordó el tema de las familias separadas por la ocupación territorial en el Líbano. Su película ganó el León de Oro en el Festival de Cine de Venecia.
También en 2003, Georges Schoucair regresó al Líbano tras estudiar producción de cine en Francia y fundó Abbout Productions, la primera compañía de producción en el país tras la posguerra, que se ha convertido en la «casa de producción más destacada del Líbano y una de las compañías más importantes de cine arte en la región».
En el año 2004 se produjeron cuatro largometrajes de ficción y dos documentales. The Perfect Day de Joana Hadjithomas y Khalil Joreige (2005) examinó las implicaciones sociales de los secuestros políticos que ocurrieron durante la guerra. The Last Man de Ghassan Salhab (2006) representó la memoria cultural de la guerra desde los ojos de un vampiro protagonista atrapado en el limbo entre la vida y la muerte. Zozo (2005) de Josef Fares sigue la vida de un joven y su viaje para huir de la guerra hacia Suecia. Surgieron nuevas producciones que no tenían nada que ver con la temática bélica, como In the Battlefields de Danielle Arbid (2005), que criticaba a la sociedad patriarcal. Los cineastas comenzaron a examinar el contexto de la posguerra y abandonaron paulatinamente la temática de la supervivencia al conflicto. Falafel (2005) de Michel Kammoun, un filme sobre la juventud en la posguerra, se estrenó en 2006 en el festival Cinema Days of Beirut, un evento que no fue cancelado a pesar del bombardeo israelí de la capital como una señal de «resistencia cultural».
La producción de cortometrajes, especialmente de los graduados de las escuelas de cine libanesas, también fue en aumento y recibió atención local e internacional. After Shave de Hany Tamba ganó un Premio César en la categoría de mejor cortometraje en el año 2006.
El 2007 fue un año importante para el cine libanés. Dos directoras, Nadine Labaki y Danielle Arbid, presentaron sus filmes en el Festival de Cannes. Labaki presentó Caramel y Arbid presentó A Lost Man. Este último filme presenta una cantidad de escenas sexualmente gráficas, algo muy poco común en las producciones del mundo árabe. Caramel fue exhibida internacionalmente en los Estados Unidos, Inglaterra, Argentina y Francia.

### Década de 2010
Según una investigación realizada por la Fundación de Cine del Líbano, «la industria cinematográfica libanesa ha experimentado un crecimiento significativo en los últimos años, con 31 películas producidas en 2014, en comparación con las cuatro producidas una década atrás». The Mountain de Ghassan Salhab, producida por Abbout Productions, fue estrenada en el Festival de Doha-Tribeca.

#### 2010
En 2010 se produjeron once películas en Líbano. Muriel Abourouss ganó un premio en la categoría de mejor director de fotografía en la película Stray Bullet de Georges Hachem en el Festival international du film Francophone en Bélgica. Vatche Boulghourjian filmó en la localidad de Burj Hammoud el cortometraje The Fifth Column en dialecto armenio, producción que obtuvo el tercer lugar del Premio Cinéfondation en el Festival de Cannes.
Ok, Enough, Goodbye de Rania Attieh y Daniel García fue filmada en Trípoli, Líbano en 2010. Empató con Ragazze de Delphine y Muriel Coulin por el Premio Especial del Jurado en el Festival de Cine de Turín en 2011.
También en 2010, Carlos, una miniserie de Canal+ protagonizada por Édgar Ramírez, contó con varios actores libaneses como Razane Jammal, Rodney El Haddad, Antoine Balabane, Ahmad Kaabour, Talal El-Jordi y Badih Abou Chakra. Carlos, que se exhibió en el Festival de Cine de Cannes de 2010, ganó un Globo de Oro en 2010 a la mejor miniserie o telefilme.

##### 2011
El aumento en la producción cinematográfica fue evidente en 2011 con 24 películas producidas. ¿A dónde vamos ahora? de Nadine Labaki ganó el Prix Francois Chalais en Cannes. La cinta también obtuvo el premio del público en el Festival Internacional de Cine de Toronto y el premio de la audiencia en el Festival Films from the South en Oslo, Noruega. La compañía estadounidense Sony Pictures Classics adquirió los derechos internacionales del filme, que fue seleccionado para representar al Líbano en los Premios de la Academia en la categoría de mejor película de habla no inglesa. Obtuvo otros reconocimientos, como el Byarad d'Or en el Festival international du film Francophone y el premio a la mejor película narrativa en el Festival de Doha Tribeca.

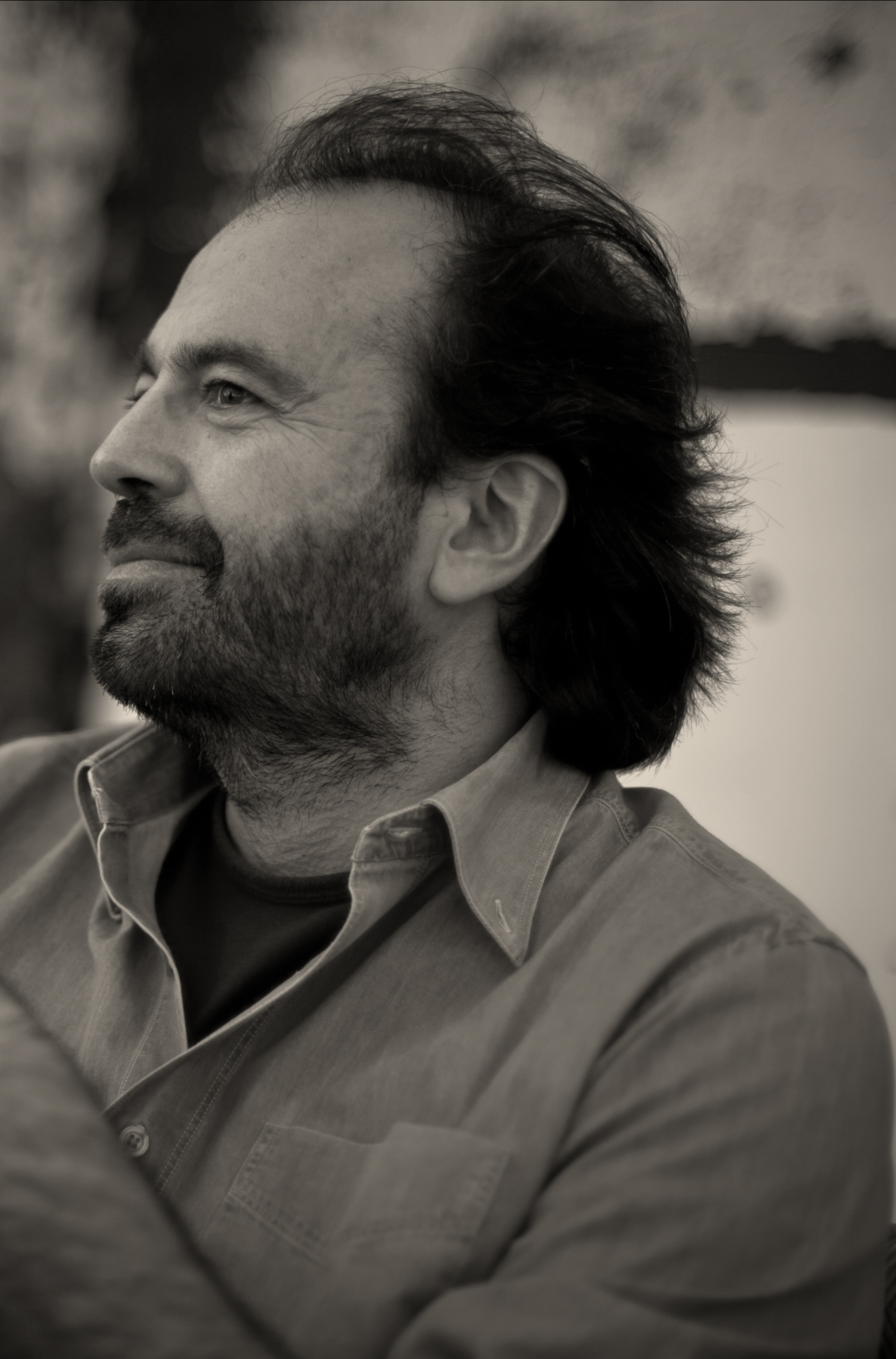
Ghassan Salhab es un destacado director, guionista y productor libanés que se desempeña en el cine de ese país desde mediados de la década de 1980 hasta la actualidad.

Circumstance, una película de Maryam Keshavarz que explora la homosexualidad en el Irán moderno, fue filmada en su totalidad en Beirut.
En el verano de 2011, la ciudad de Beirut participó por primera vez en el evento 48 Hour Film Project, donde compitieron 24 equipos.
 Allí, Cyril Aris ganó el premio a la mejor película con su cortometraje Anoesis, que además fue presentado en el Festival Filmapalooza de 2012.
La tercera película de Danielle Arbid, Beirut Hotel, se estrenó en la edición número 64 del Festival de Cine de Locarno en agosto de 2011.
Rue Huvelin de Mounir Maasri, ambientada en 1990, narra la historia de siete estudiantes de la Universidad de San José de Beirut durante la ocupación siria en el Líbano. Né à Beyrouth se encargó de producir el filme.
Jean-Claude Codsi filmó su segundo largometraje, A Man of Honor, producido por Michel Ghosn y estrenado en el Festival de Doha Tribeca el 28 de octubre de 2011.
También en 2011, la compañía Beiroots Productions de Celine Abiad presentó una perspectiva diferente del cine mediterráneo produciendo una película surrealista y experimental filmada en 35 milímetros y producida en su totalidad en el Líbano, A Play Entítulod Sehnsucht, escrita y dirigida por Badran Roy Badran. La cinta fue seleccionada para su distribución internacional en Cannes por Albany Films International, una compañía dedicada a la promoción de películas artísticas independientes de prometedores directores.
La producción documental también se hizo presente en 2011. Rania Stephan ganó un premio como mejor realizadora de documentales en el Festival de Doha Tribeca por The Three Disappearances of Soad Hosny. It's All in Lebanon, un documental dirigido por Wissam Charaf y producido por la compañía Né à Beyrouth se estrenó en el Festival de Cine de Dubái en 2011. Mercedes de Hady Zaccak tuvo su estreno en el evento Marché du Film. Recibió varios premios, incluyendo el de mejor documental en el Festival Internacional de Cine de Dubái y el de mejor película en el Festival Internacional de Documentales Al-Jazeera.
Trece producciones en total fueron estrenadas en el Festival de Cine de Dubái en 2011: Beirut Hotel de Danielle Arbid, Tannoura Maxi de Youcef Joe Bou Eid, Taxi Ballad de Daniel Joseph, Gate #5 de Simon El Habre, Marcedes de Hady Zaccak, Yamo de Rami Nihawi, Che Guevara Died in Lebanon de Christina Foerch Saab, 19 February de Tamara Stepanyan, A Place to Go de Wajdi Elian, Nice to Meet You de Rodrigue Sleiman y Tarek El Bacha, Uncle Nashaat de Aseel Mansour y Sector Zero de Nadim Mishlawi.

##### 2012
El aumento constante en la producción cinematográfica continuó con 25 películas producidas en 2012. Lara Saba finalizó su segunda película, Blind Intersections. Aunque fue aclamada por la crítica, la cinta The Attack de Ziad Doueiry fue vetada en el Líbano por el hecho de haber sido rodada en Israel. 74, La reconstitution d'une lutte, un documental de Raed y Rania Rafei, recrea la ocupación estudiantil de la Universidad Americana en Beirut en 1974.

##### 2013

Philippe Aractingi (centro), cineasta francolibanés activo desde comienzos de la década de 1990.

En 2013 se produjeron 24 películas en Líbano. Ghadi de Amin Dora, estrenada a finales de 2013, fue seleccionada para representar al país en los Premios Óscar y más tarde ganó el Premio de la Audiencia en el Festival Internacional de Cine de Busan. Philippe Aractingi finalizó ese mismo año su documental Heritages.

##### 2014
En 2014 se produjeron 31 películas, reflejando además un aumento en el número de compañías de producción, incluyendo 27 enfocadas directamente en el séptimo arte. Una de las películas más destacadas del año fue Void, escrita por George Khabbaz y dirigida por siete diferentes directores, todos graduados de la Universidad de Notre Dame. La cinta fue seleccionada como la representante del Líbano para competir en los Premios Óscar en 2015. Ghassan Salhab trabajó con los actores Carlos Chahine y Carole Abboud en The Valley, cinta que fue estrenada en el Festival de Cine de Toronto.

##### 2015
Se produjeron 31 películas en 2015, logrando un crecimiento del 675% desde 2004. El documental 23 Kilometres de Noura Kevorkian fue seleccionado para competir en el Festival Internacional de Cine de Karlovy Vary  y en el Festival de Cine de Dubái.

##### 2016
En 2016 se aprobaron dos iniciativas gubernamentales que beneficiaron a la industria cinematográfica libanesa. La primera de ellas fue un memorando firmado por la Fundación de Cine Libanesa y la Autoridad de Desarrollo de Inversiones del Líbano que amparaba a la industria de los medios de comunicación, incluida la producción cinematográfica, con la exención total de impuestos sobre las ganancias corporativas por diez años. La otra iniciativa fue una oferta del Banco del Líbano de ofrecer préstamos a los realizadores con módicas tasas de interés. El banco también emitió la Circular Intermedia 416, que subvenciona préstamos de hasta tres millones de dólares por parte de las instituciones financieras para apoyar producciones cinematográficas, televisivas y teatrales en el país.
En 2016, Solitaire, el primer largometraje de Sophie Boutros, se estrenó en la edición número 13 del Festival de Cine de Dubái y la película Listen de Philippe Aractingi tuvo su estreno en la sección de Noches Árabes del festival.
A Maid for Each, documental de Maher Abi Samra acerca del servicio doméstico en Líbano, ganó el premio Peace Film en el Festival de Berlín.
Uno de los mayores éxitos de 2016 fue la película What About Tomorrow?, una restauración de imágenes antiguas filmadas en 8 milímetros de la obra de 1978 de Ziad Rahbani. La película, que despertó la nostalgia de los libaneses, fue un éxito rotundo en la taquilla de ese país.

##### 2017

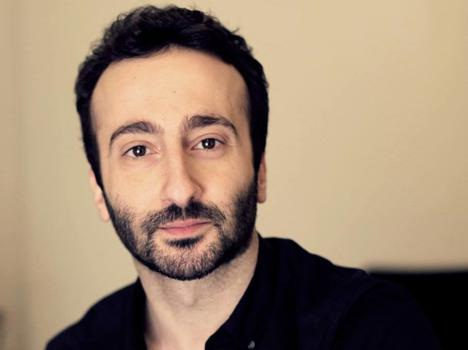
En 2017 la película Heaven Without People del cineasta libanés Lucien Bourjeily (en la imagen) ganó el Premio Especial del Jurado en el Festival Internacional de Cine de Dubái.

En diciembre de 2017 el largometraje debut de Lucien Bourjeily Heaven Without People ganó el Premio Especial del Jurado en el Festival de Cine de Dubái mientras que Tramontane de Vatche Boulghourjian fue presentada en la Semana de la Crítica de Cannes.
Martyr de Mazen Khaled se estrenó en el Festival de Cine de Venecia el 2 de septiembre de 2017. Este filme de temática gay también se proyectó en el Festival South by Southwest, donde fue incluida en las selecciones oficiales de temática LGBT. Breaking Glass Pictures adquirió los derechos de reproducción de la cinta en los Estados Unidos.
El documental Taste of Cement del cineasta sirio Ziad Kalthoum fue filmado en Líbano con la participación del director de fotografía libanés Talal Khoury. Panoptic de Rana Eid, estrenado en cines en 2018, tuvo su estreno en el Festival de Cine de Locarno en 2017.
Entre los trece países árabes participantes, el Líbano tuvo la mayor cantidad de nominaciones en la primera edición de los Premios del Cine Árabe, organizados por el Instituto del Cine Árabe. La películas nominadas fueron: The Traveller de Hadi Ghandour, Go Home de Jihane Chouaib, Listen de Philippe Aractangi, Single, Married Divorced, una comedia de Shady Hanna, la comedia romántica Solitaire de Sophie Boutros, The Beach House de Roy Dib y Tramontane de Vatche Boulghouroujian.

##### 2018
Con nominaciones a los Premios Óscar y a la Palma de Oro en Cannes, el 2018 marcó un punto crucial para el cine libanés en el escenario internacional. En marzo, la película El insulto de Ziad Doueiri fue nominada a un Premio Óscar en la categoría de mejor película de hablar no inglesa, primera nominación en esta categoría para una producción libanesa.
Cafarnaúm de Nadine Labaki, seleccionada para competir por la prestigiosa Palma de Oro, obtuvo una ovación de 15 minutos después de su estreno el 17 de mayo de 2018 en el Festival de Cine de Cannes. La película finalmente el Premio del Jurado en dicho festival.
Morine, de Tony Farjallah, un largometraje sobre una mujer del siglo VII que se disfraza de hombre para vivir en un monasterio, es considerada la primera película histórica ambientada en el Líbano. Otras películas realizadas ese año fueron Beirut Hold'em de Michel Kammoun, One of These Days de Nadim Tabet, el documental de Rana Eid Panoptic y The Notebooks de Joanna y Khalil Joreige.